# 閑院宮愛仁親王
閑院宮愛仁親王（文化15年正月十三（1818年2月17日） - 天保13年九月十七（1842年10月20日）），是日本江戶時代世襲親王家皇族，閑院宮第5代當主，幼名基宮（もとのみや）。
文政11年（1828年）接受親王宣下及元服，及後他沒有子嗣而死。踏入明治時代，以伏見宮邦家親王第16王子（載仁親王）來繼承閑院宮。此前，閑院宮孝仁親王王妃得到閑院宮家當主的待遇。
| 前任： 孝仁親王 | 閑院宮家第5代當主 1824年—1842年10月20日 | 繼任： 載仁親王 |